# Carisma (cristianismo)
Carisma (grego antigo = dom cedido por bondade) é um termo usado no cristianismo para indicar uma graça concedida pelo Espírito Santo para construir a Igreja.